# Maria das Neves de Bragança
Maria das Neves de Bragança (Kleinheubach, 5 de agosto de 1852 – Viena, 15 de fevereiro de 1941), foi a filha mais velha do rei Miguel I de Portugal, e de sua esposa, a princesa Adelaide de Löwenstein-Wertheim-Rosenberg. Se marido foi o reclamante legitimista ao trono francês, o infante Afonso Carlos da Espanha, Duque de São Jaime.

## Biografia

### Família
Maria das Neves foi a filha mais velha do casamento do, então, já ex-infante D. Miguel de Portugal e da princesa Adelaide de Löwenstein-Wertheim-Rosenberg. Maria das Neves de Bragança (assim como os seus irmãos) nasceu no exílio, na Alemanha, pois, à época do casamento de seu pai, este já havia sido deposto do estatuto da realeza e banido perpetuamente de Portugal, em resultado das Guerras Liberais e da assinatura da Convenção de Evoramonte. Desprezando as pretensões das suas duas meias-irmãs legitimadas por D. Miguel e nascidas durante o período do seu reinado efetivo, D. Maria da Assunção de Bragança e D. Maria de Jesus de Bragança, assumiu-se como herdeira de seu pai na pretensão ao trono de Portugal até ao nascimento do seu irmão, Miguel Januário de Bragança. Durante esse tempo reivindicou, entre outros, o título de "Princesa Real de Portugal" (de jure). Teve entre seus familiares grande parte a realeza europeia, sendo os seus avós paternos o rei D. João VI de Portugal e a infanta D. Carlota Joaquina de Bourbon. Foi sobrinha do imperador D. Pedro I do Brasil, prima-irmã do imperador D. Pedro II do Brasil e da legítima rainha D. Maria II de Portugal.

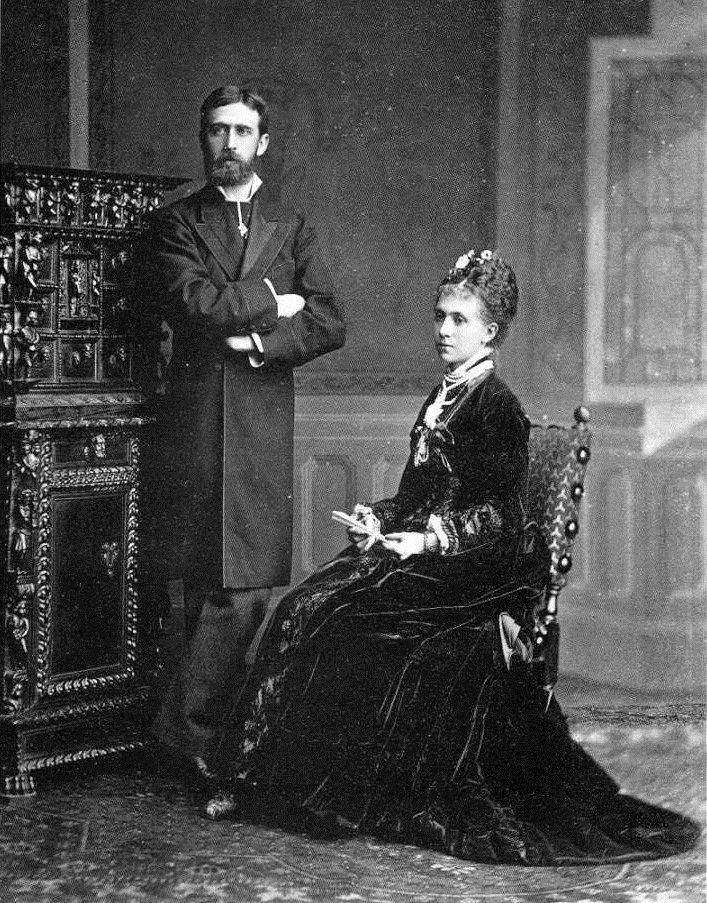
Maria das Neves com seu marido o infante Afonso Carlos da Espanha, Duque de São Jaime.

### Casamento
Casou-se em Kleinheubach, em 26 de abril de 1871, com o infante Afonso Carlos da Espanha, Duque de São Jaime, o pretendente carlista ao trono espanhol (como Afonso Carlos I) e pretendente legitimista ao trono francês (como Carlos XII), filho do infante João, Conde de Montizón, e da arquiduquesa Maria Beatriz de Áustria-Este. O casal teve apenas um filho, mas este morreu poucas horas após o nascimento em 1874.

### Morte
Maria das Neves de Bragança morreu em Viena, em 14 de fevereiro de 1941, aos 88 anos de idade. Os seus restos mortais jazem na cripta do Castelo Puchheim, em Attnang-Puchheim, na Alta Áustria.